# Kirkeskibet i Nysted Kirke
Kirkeskibet i Nysted Kirke er den skibsmodel, der er ophængt i kirken i Nysted. Ifølge indskriften er kirkeskibet d. 28. februar 1835 skænket kirken af Nysteds søfolk. Skibstypen var allerede umoderne, og det antages, at skibet er lavet nogle årtier tidligere. Skibet er en orlogsfregat, men bærer ikke noget navn. Det har 36 kanoner med et åbent og et lukket batteri. Det er 110 cm langt fra hæk til forstavn, og stortoppen hæver sig 120,5 cm over dækket,

## Ophængningen
I Henning Henningsen bog ”Kirkeskibe og Kirkeskibsfester” fra 1950 kan man læse følgende:
| Citat                                                         | Fra Nysted meldes 16. februar 1835: "De her bosiddende og hjemmehørende Søfolk vare i Dag forsamlede i Kirken, hvor de paa højtidelig Maade indbragte en Model af et Fregatskib, fuldkommen tiltaklet og udhalet, efterat de under Afsyngningen af en passende Sang i Procession havde ombaaret det i Gaderne. Forinden Skibet ophængtes i Kirken, blev der i Lastrummet nedlagt en forseglet Flaske, som indeholder Optegning af Gaarsdagens Giverens og Indrulleringschefens, Hr. Capt. Grans samt fleres Navne. Omtrent 600 Mennesker, hvoriblandt mange fra Omegnen, bivaanede Højtideligheden, under hvilken Skolelærer Malling præluderede fra Orgelet. - Om Aftenen afholdtes Bal, hvori Søfolkene og adskillige Borgere deltoge, og hvor ligeledes en Sang blev afsungen". | Citat |
| Beretningen stammer fra Berlingske Tidende nogle dage senere. | |       |

Den omtalte indlægsseddel er tilsyneladende forsvundet.

## Den første restaurering
I 1900 blev et større restaureringsarbejde af kirken indledt. Ved denne lejlighed fandt man en del bortstuvet inventar, bl.a. 2 skibsmodeller, den ene fra midt i 1700-tallet og den anden det overfor omtalte skib fra 1835. Det havde oprindeligt hængt midt i kirken, men blev i 1862 flyttet til kirkens nordre forhal og i 1880’erne nedtaget og henlagt på loftet, hvor det fandtes i en yderst dårlig tilstand. Det ældste kirkeskib fra 1700-tallet er tilsyneladende forsvundet, men en af byens borgere, hotelejer og forhenværende skibsfører Danielsen, påtog sig at restaurere modellen fra 1835 og udførte arbejdet bistået med råd og anvisninger af stiftsfysikus C.A. Hansen. Den 12. nov. 1903 ophængtes skibet i kirken i hovedgangen lidt vest for prædikestolen. I lasten nedlagtes en flaske indeholdende en beretning om restaureringen. Den dukkede frem 90 år senere, da skibet gennemgik en fornyet restaurering:
| Citat                                       | Dette Skib er skænket af Nysteds Søfolk d. 28. Februar 1835 og var ophængt i Kirken, først omtrent overfor Prædikestolen, derefter i Våbenhuset ved den nordlige Indgang. Omkring 1880 nedtoges det og henlagdes på Loftet. Da det i Sommeren 1903 bragtes ned, var det i en yderst havareret forfatning. Stænger og Rundholter var knækkede, Tovværket sønderrevet og sammenfiltret, Skroget ormædt og ramponeret. Med indvilgelse af Kirkeinspek-tionar, Formand Pastor Graae, der har indlagt sig så stor Fortjeneste af Kirkens Restauration og Udsmykning, påtog Hotelejer, fhv. Skibsfører Danielsen sig at istandsætte det. Han udførte dette store Arbejde, der bestod i en fuldstændig fornyelse af Rigning og en delvis ombygning af Skroget, navnlig Spejlet og Galionen med udmærket Dygtighed og Sagkundskab. Undertegnede Stiftsfysikus Hansen bistod ham, som rådgivende, da jeg har gjort de ældre Skibstyper til genstand for et særligt studium. Skibet er af ældre type end 1835, nærmest svarende til de 1815-20 brugelige. Dette ses bl.a. af Svigtingerne og den dobbelte Pyntestok. Det antages ikke at være forfærdiget af Søfolk i Nysted, det siges at disse købte Skibet i Nykøbing. Det fremtræder nu i fornyet Skikkelse, langt smukkere og mere korrekt, end det oprindeligt har været. Uagtet der endnu findes enkelte fejl, såsom enkelte Stængebarduner i stedet for dobbelte, for få Tove i Vanterne, mangel af Botelurer, afgiver Skibet en smuk og i sin Helhed og Holdning som i enkeltheder nøjagtig Model af hin tids prægtige Sejlfregatter. Apoteker Mahler i Sakskøbing har skænket Kanonerne og Malermester Madsen i Nysted besørget Malerarbejdet. (Indersiden af Kanonportene burde næppe have været rødmalede, det er en lille Anakronisme). I dag, da Skibet er færdigt, nedlægges denne Beretning, anbragt i et Glas, i Skibets Lastrum. Nysted d. 23.de Oktober 1903 C. Hansen | Citat |
| Fra afskrift i Nysted lokalhistoriske Arkiv | |       |

## Den anden restaurering
Kirkeskibet blev igen i 1991 nedtaget for restaurering/istandsættelse. Dette arbejde blev vare-taget af Vestsjællands Modelskibsklub (VMSK) på bestilling af menighedsrådet for Nysted kirke. C.A. Hansens rapport fra 1903 blev lagt tilbage i skibet sammen med en rapport om det arbejde, som er udført i 1991, af VMSK.
I denne rapport kan man bl.a. læse (... betyder udeladelser i forhold til rapportens ordlyd):
| Citat                                       | ... Korsør medio april 1991. Rapport over restaureringen/istandsættelsen i 1991. I januar 1991 aftalte menighedsrådet for Nysted kirke og bestyrelsen for Vestsjællands Model-skibs Klub (VMSK) en total restaurering/istandsættelse af kirkeskibet MDCCCXXXV fra Nysted kirke. .... (Den) skulle udføres på en sådan måde, at skibet bibeholdt sine gamle farver, og der kun bliver udskiftet, det som ikke kan repareres. Menighedsrådet er bekendt med, at skibet er eller har været angrebet af insekter/orme. Bl.a. kastellet, kanoner, agterspejl er meget medtaget. Om rigningen blev aftalt, at den stående rigning bliver strammet op, og den løben-de rigning bliver strammet op, og alle defekter bliver repareret/udskiftet med nyt tovværk. .... ... under dæk lå flaskeposten, med sin dejlige fyldestgørende rapport om restaureringen i 1903. Desværre indeholdt dokumentet intet om, hvilket navn skibet evt. havde sejlet under, reder, byggested eller årstal. (Medl. i VMSK har forgæves kikket i tykke bøger og set på billeder, i et forsøg på, at finde skibes data). VMSK indledte sit arbejde på MDCCCXXXV med hovedrengøring overalt, og der blev ikke afdækket/fundet andre skader end de i forvejen kendte. Dog var angrebet af insekter/orme, me-re omfattende end det umiddelbart kunne ses. F.x. blev det nødvendigt, helt at forny to ka-noner med lavetter, andre fik kun 1 ny tap til fastgørelsen. På agterspejlet var den revne øverst, midtfor, længere end vi regnede med, den blev udfyldt med en kile. Endvidere blev alle kanter, vinduesrammer og påsatte lister på agterspejlet og kastellet fornyet/repareret. Overalt på skroget er de største ormhuller, blevet udfyldt med pløkker. Skibet blev efter at rigningen var frigjort, indvendigt først behandlet med C-TOX, et kemikalie mod insekter, 2 gange. Herefter fik skibet en blanding af fortyndet fernis og linolie, flere gan-ge, dels var skibet meget tørt, dels havde ormene gnavet bravt, vi håber denne sidste behandling giver skibet lidt mere styrke. ... Skibet er blevet grundet, spartlet og slebet flere gange, inden det blev malet i de farver, som skibet fik ved restaureringen i 1903, som aftalt. (havde det stået til VMSK var bunden blevet malet mønje-hvid). I forbindelse med malerarbejdet er der, ..... på kastellet lavet ornamenter, som herefter er forgyldt. Master, mærs og rigning. Her var det største problem nok stivheden på masterne, som sikkert skyldes fastgørelsen mellem ophænget og stormasten, som har givet et skævt træk igennem hele rigningen. VMSK har lavet et afstandsstykke mellem ophænget og stormasten. Til afbalancering anbringes blyvægte, som skulle modvirke det skæve træk i rigningen. Før selve rigningen begyndte, er alle skader på mærs repareret og alle kanter fornyet. Den stående rigning gav ingen problemer, idet alle jomfruer og blokke var intakte. Alt ”tovværk” i den stående rigning er genanvendt til opstramningen. ... hele den løbende rigning er udskiftet, herefter er den samlede rigning, malet og lakeret ... Alle flag og vimpler er udskiftet med nye. | Citat |
| Fra afskrift i Nysted lokalhistoriske Arkiv | |       |